# Багрецы (Витебская область)
Багрецы — ранее существовавшая деревня в Шумилинском районе Витебской области Республики Беларусь. Была расположена на территории Николаевского сельсовета.
Деревня была расположена в 7 км к востоку от реки Западная Двина и деревни Николаево. В 17 км западнее районного центра Шумилино.
До революции 1917 года — фольварк в Полоцком уезде Витебской губернии Российской империи.
В 1920-е годы жители деревни начали переезжать в другие регионы, в частности, в Красноярский край. В 1939 году деревня была полностью уничтожена[уточнить] и прекратила существование.